# Крозия
Крозия (итал. Crosia) — коммуна в Италии, располагается в регионе Калабрия, подчиняется административному центру Козенца.
Население составляет 8655 человек (на 2004 г.), плотность населения составляет 400 чел./км². Занимает площадь 21,43 км². Почтовый индекс — 87060. Телефонный код — 0983.
Покровителем коммуны почитается Архангел Михаил, празднование 29 сентября.